# Troy Dalbey
Troy Dalbey (Estados Unidos, 19 de septiembre de 1968) es un nadador estadounidense retirado especializado en pruebas de estilo libre media distancia, donde consiguió ser subcampeón mundial en 1991 en los 4x200 metros estilo libre.

## Carrera deportiva
En el Campeonato Mundial de Natación de 1991 celebrado en Perth (Australia), ganó la medalla de plata en los relevos de 4x200 metros estilo libre, con un tiempo de 7:14.87 segundos, tras Alemania (oro con 7:13.18 segundos) y por delante de Italia (bronce con 7:17.18 segundos).